# Hafen Rusnė

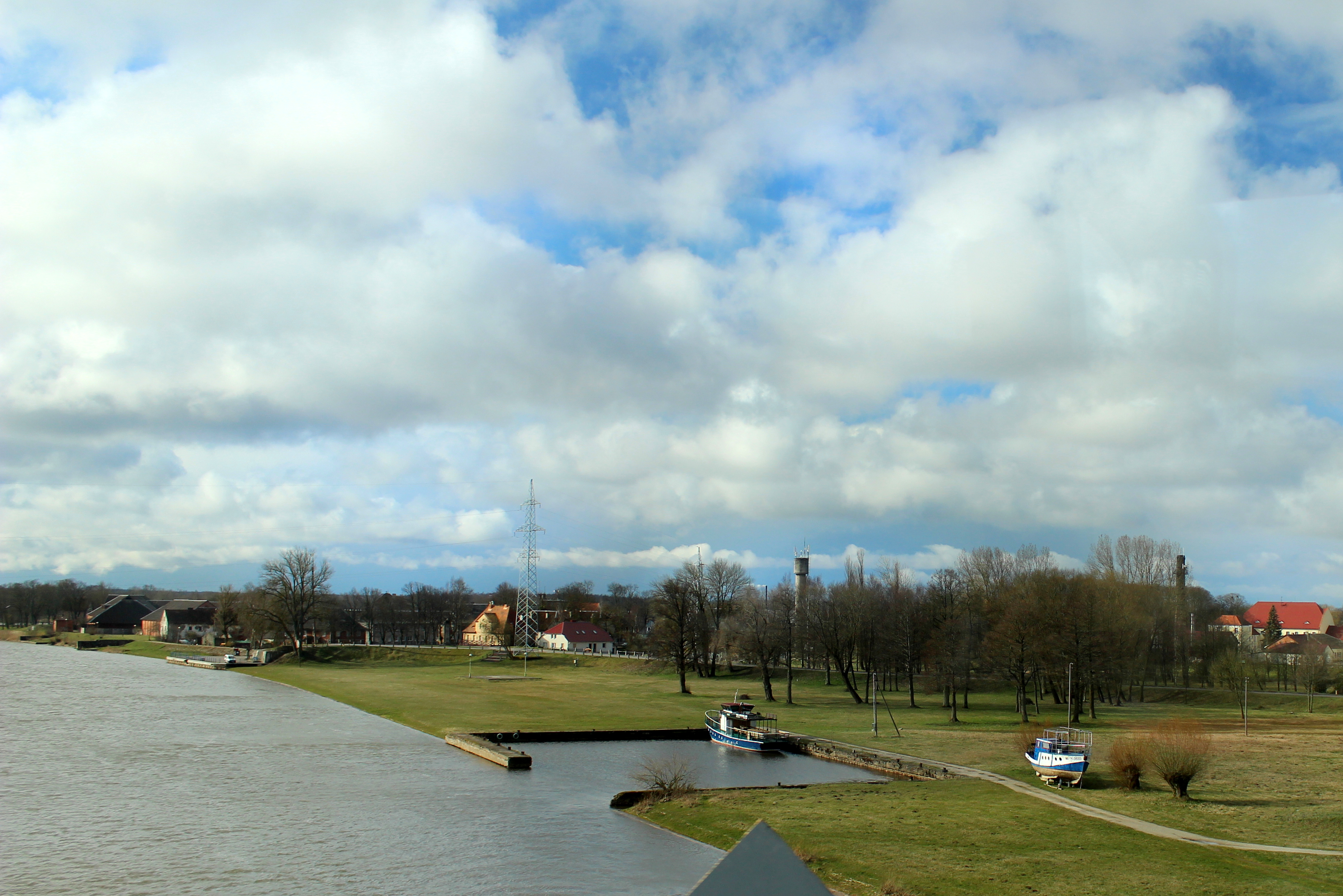
Hafen Rusnė

Der Hafen Rusnė (litauisch Rusnės uostas) oder Flusshafen Rusnė (lit. Rusnės upių uostas) ist ein Flusshafen im Städtchen Rusnė, im Südwesten der Rajongemeinde Šilutė, im Bezirk Klaipėda unweit des Kurischen Haffs, am Fluss Pakalnė, am Anfangspunkt des Memeldeltas bzw. der durch die dortige Verzweigung der Memel gebildeten Flussinsel, auf deren Gebiet sich der Regionalpark „Nemuno Deltos“ (Memel-Delta) erstreckt. Der Hafen liegt nach Süden vom Hafen Klaipėda entfernt, unweit der Stadt Šilutė. Hier befindet sich der Rusnė-Flusshafen-Punkt der Abteilung Klaipėda (Rusnės upių uosto postas) vom Zollamt Litauens. Der Hafen kann von Freizeitbootbesitzern genutzt werden. 

## Geschichte
1988 gab es in Rusnė  einen Fischereihafen in Sowjetlitauen mit einer Schiffsreparaturfirma. Es wurde in der Memel und  Ostsee sowie im Kurischen Haff gefischt. Bis zum 28. September 1991 wurde der Hafen von einem sowjetischen staatlichen Fischereiwirtschaftsunternehmen (lit. Rusnės valstybinis žuvininkystės ūkis) verwaltet. Es hatte Teiche mit einer Fläche von 111,8 ha für die Teichfisch-Zucht.  1992  wurden 7 einzelne Landgesellschaften gegründet, die später privatisiert wurden.
2009 erneuerte die litauische Direktion für Wasserstraßen einen Kai und eine Pier. Ab dem 1. Mai 2009 gab es eine reguläre Schiffslinie zum Kurischen Haff (von Rusnė über Uostadvaris nach Nida und zurück). Bis heute fährt hier die Aqua Nova, ein zweideckiges Schiff für 50 Personen.
Der Hafen Rusnė wurde im Jahr 2014 renoviert. Er wurde mit Hilfe von EU-Unterstützungsmitteln (100-prozentige Projektdurchführungsfinanzierung, rund 1,73 Millionen Euro) durch das Fischereiprogramm vom Landwirtschaftsministerium Litauens wieder aufgebaut. So konnten fünf Jahre lang nur Fischer den Hafen für ihre Schiffe kostenlos nutzen. 2020 ernannte man den Administrator (Fischereiverein „Žuvėjų kraštas“), der ihn gegenwärtig verwaltet. Im Hafen wurde eine neue Zweisitzer-Garage  mit einem Verwaltungsgebäude  gebaut. Hier ist das Hauptquartier des Vereins „Žuvėjų kraštas“ (2021: 5 eingestellte Mitarbeiter). Für die Verwaltung des Hafens wird ein Hafenkapitän arbeitsrechtlich beschäftigt.
Etwa 30 Boote, Kutter und Schiffe können je nach Schiffslänge gegen eine monatliche Gebühr von zwischen 80 und 120 Euro im Hafen stehen. Bis 2019 wurde der Weg zur Kurischen Lagune noch nicht vertieft, daher konnten Fischer den Hafen nicht mit ihren Booten verlassen (die Mündung des Flusses Rusnaitė war nicht tief genug, die Reinigungsarbeiten der Flussmündung haben sich aufgrund des linken Uferreservats des Flusses und anderer Anforderungen des Umweltministeriums Litauens verzögert).